# 도네리코엔역
도네리코엔역(일본어: 舎人公園駅)은 일본 도쿄도 아다치구에 있는 도쿄 도 교통국 닛포리·도네리 라이너의 역이다. 역 번호는 11이다.

## 역사
- 2008년 3월 30일: 영업 개시.

## 역 구조
섬식 승강장 2면 3선의 고가역이다. 인근에 닛포리·도네리 라이너의 차량 기지가 위치하고 있어 역 북쪽의 본선에서 차량 기지로 향하는 궤도가 분기된다. 분기된 궤도는 지하로 뚫고 도네리코엔의 지하에 구비된 약 85m × 약 530m 규모의 차량 기지에 입고한다. 야간 체박이 설정되어 있다. 주변에는 높은 건물이 없어 다른 역과 달리 승강장 바깥쪽에서는 정차 시에 주택 등에 대한 사생활을 보호하기 위한 하얀 벽이 없다.

### 승강장
| 번호 | 노선                   | 행선                      | 비고                          |
| ---- | ---------------------- | ------------------------- | ----------------------------- |
| 1    | ■ 닛포리·도네리 라이너 | 미누마다이신스이코엔 방면 |                               |
| 2    | ■ 닛포리·도네리 라이너 | 미누마다이신스이코엔 방면 | 3번 선과 선로 공용, 당역 시발 |
| 3    | ■ 닛포리·도네리 라이너 | 닛포리 방면               | 2번 선과 선로 공용, 하차 전용 |
| 4    | ■ 닛포리·도네리 라이너 | 닛포리 방면               |                               |

## 역 주변
- 도네리 공원
- 아다치 유통 센터
  - 중앙 도매 시장 아다치키타 시장

## 사진

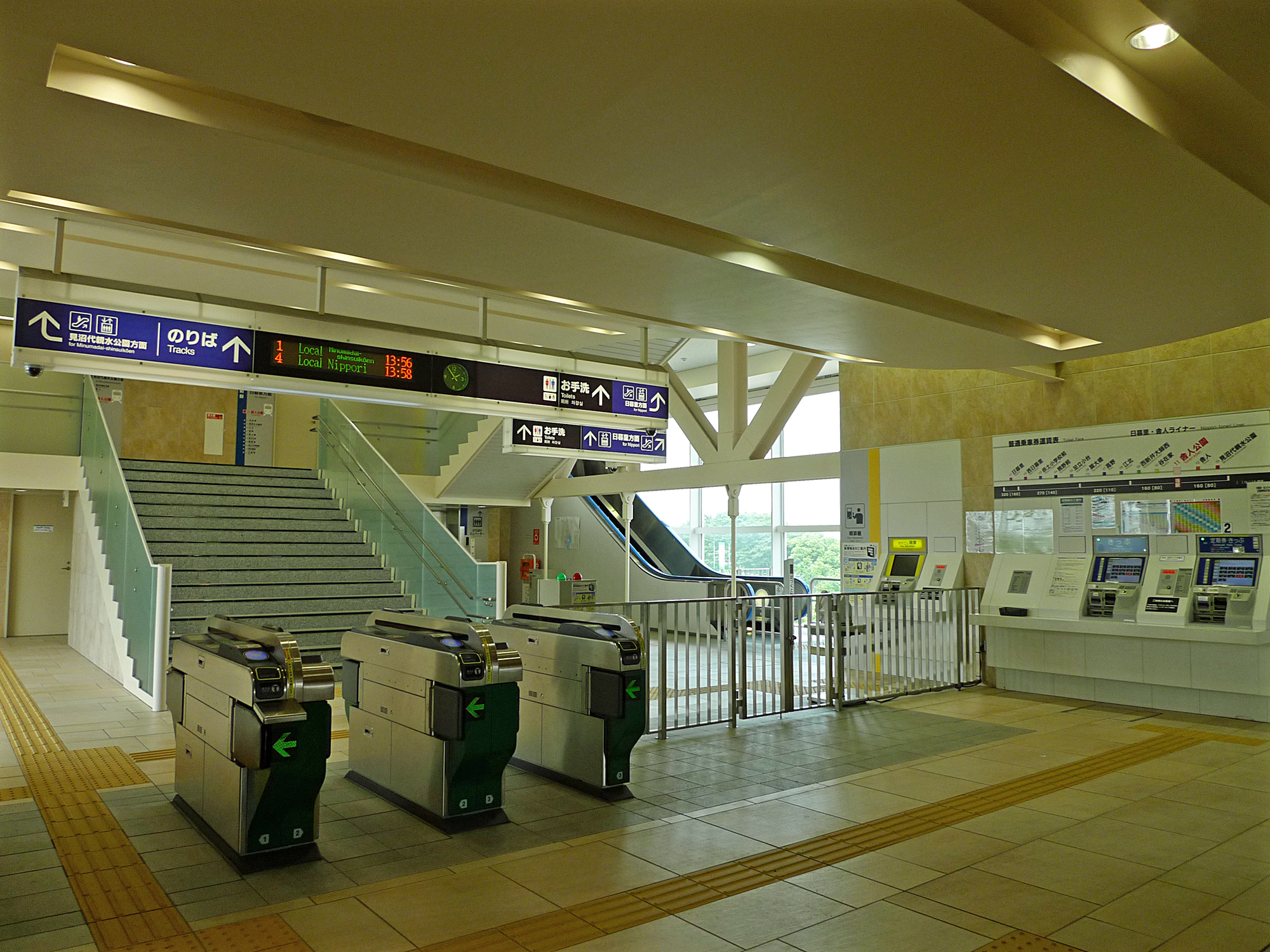
개찰구

## 인접역
| 도쿄 도 교통국 ■ 닛포리·도네리 라이너 | 도쿄 도 교통국 ■ 닛포리·도네리 라이너 | 도쿄 도 교통국 ■ 닛포리·도네리 라이너 |
| ------------------------------------- | ------------------------------------- | ------------------------------------- |
| 10 야자이케 닛포리 방면               |                                       | 도네리 12 미누마다이신스이코엔 방면   |